# 黄金郷 (アルバム)
『黄金郷』（おうごんきょう）は、日本の歌手・郷ひろみが1983年11月1日にCBS・ソニーから発売した17枚目のベストアルバムである。

## 内容
前作『比呂魅卿の犯罪』から7ヶ月ぶり、ベストアルバムとしては『THE BEST 郷ひろみ』から1年ぶりの作品。

## 収録曲
1. 素敵にシンデレラ・コンプレックス
47thシングルの表題曲。アルバム初収録。
2. 哀愁のカサブランカ
43rdシングルの表題曲。
3. 哀しみの黒い瞳
44thシングルの表題曲。
4. こんな静かな京都の夜を君に
作詞・作曲：郷ひろみ
編曲：鷺巣詩郎
新録曲。
5. よろしく哀愁
10thシングルの表題曲。
6. GOODBYE DAY
18thアルバムの収録曲。
7. お嫁サンバ
38thシングルの表題曲。
8. 愛されラテン
作詞：三浦徳子
作曲：見岳章
編曲：坂本龍一
新録曲。
9. あなたの中に
作詞・作曲：郷ひろみ
編曲：鷺巣詩郎
新録曲。
10. ほっといてくれ
48thシングルの表題曲。
11. セクシー・ユー（モンロー・ウォーク）
33rdシングルの表題曲。
12. マイ レディー
32ndシングルの表題曲。

## タイアップ
- トヨタ自動車『5代目カローラ』CMソング (#1)